# Pan de payés

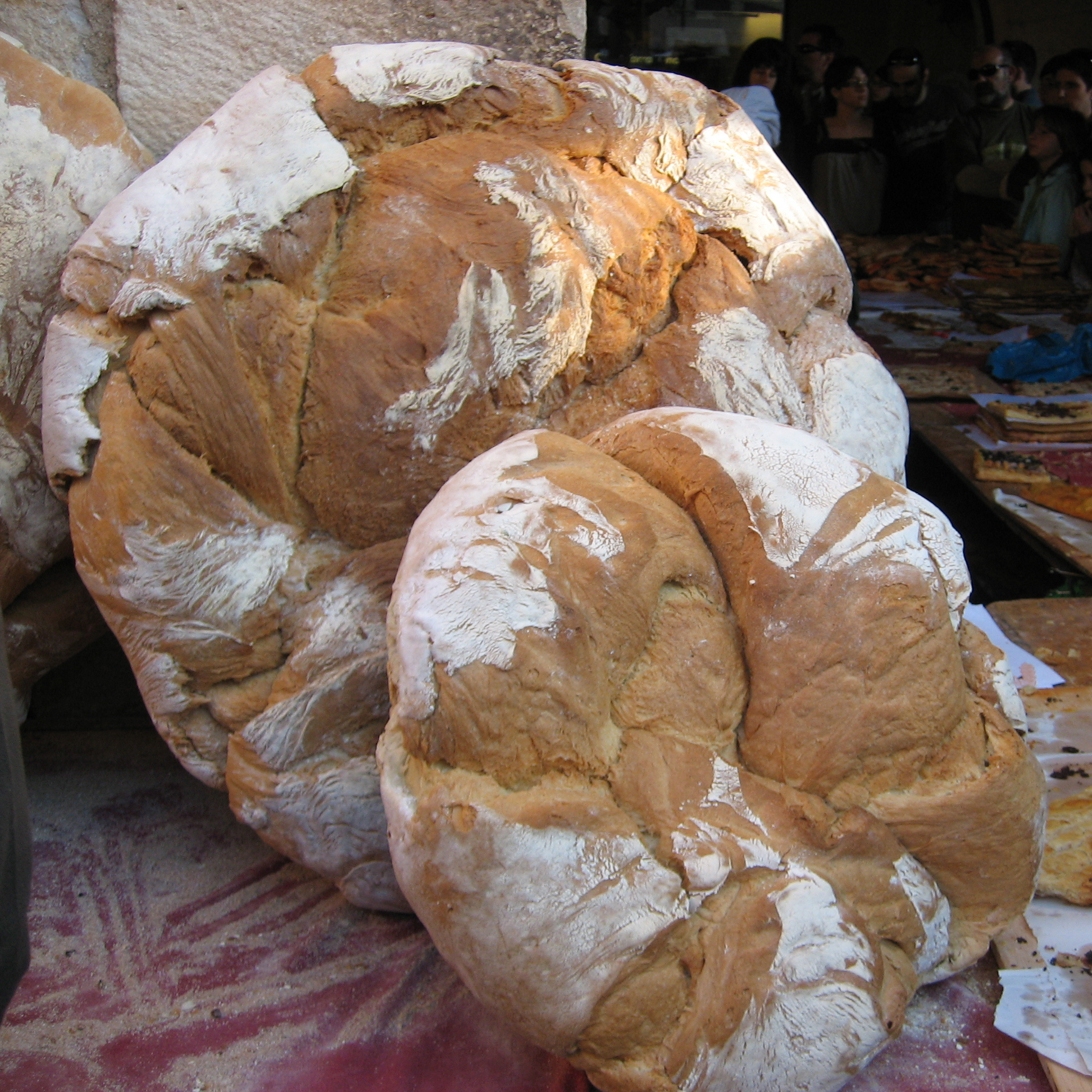
Pan de payés en el mercado medieval de Montblanch (Tarragona)

El pa de pagès (pronunciado /pa ðə pa'ʒɛs/), en castellano pan de payés (a veces también pa de poble «pan de pueblo» o pa rústic «pan rústico») es una variedad de pan certificado IGP típica de la gastronomía de Cataluña, también común en las Islas Baleares y la Comunidad Valenciana. Su elaboración debe ser artesanal, en un horno de suela refractaria. Se caracteriza por su forma redonda, una costra más gruesa y un menor contenido graso que el pan común. Se vende entero o rebanado, y es el pan tradicional para hacer pa amb tomàquet. 

## Origen
Desde época inmemorial en Europa, cada familia elaboraba su propio pan de forma casera, especialmente en las áreas rurales. Se acudía al horno comunal, que era mantenido por todos los vecinos, y allí se amasaban y se horneaban los panes de todo el pueblo, siempre por turnos y alrededor de tres veces por semana. Esta es una tradición que se mantuvo en la España rural hasta los años 1930-1960. Cuando se habla de pagès (a veces hispanizado como 'payés'; significa campesino) se hace referencia a estos panes que se elaboraban antiguamente en las zonas rurales. Según el investigador de la panadería tradicional Joaquim Sañé, «El pan de payés viene de los payeses, que era quienes hacían el pan». Normalmente eran grandes hogazas para no tener que volver al horno tan seguido. Hoy en día, el pan de pagès ha quedado como un «fósil» de lo que fue el pan en Cataluña durante siglos, y es el «pan rústico» catalán por antonomasia.

## Características
Se elabora siguiendo la forma tradicional con la que se elaboraba el pan en los pueblos rurales. Su corteza es más gruesa que el pan común, por lo que la miga de su interior se conserva blanda por más días. La forma del pan de payés es redondeada y suele presentarse en varios formatos: 250 gr, ½ kg o 1 kg. Debido a su gran tamaño, suele cortarse y comerse en rebanadas.
Tradicionalmente se utiliza masa madre y fermentación lenta, lo que garantiza su intenso sabor y esa acidez que le caracteriza. Su peculiar forma viene dada por la cocción en horno de suela.

## Usos
En Cataluña se acostumbra a comer untado con tomate —pan con tomate (pa amb tomàquet)— y puede acompañarse de embutidos típicos de Cataluña (longanizas, butifarra, etc.)
En Baleares también se suele comer con tomate —pa amb oli— o con sobrasada.
Las panaderías catalanas siempre han elaborado este pan, pero antiguamente cuando más se vendían era los sábados y las vísperas de festivos, ya que aguantaba tierno por varios días.